# Чејс Винович
Чејс Винович (енгл. Chase Winovich; Џеферсон Хилс, 19. април 1995) је амерички играч америчкога фудбала и хуманитарни радник српскога порекла. Игра на позицији одбрамбенога енда, а тренутно наступа у Националној фудбалској лиги (НФЛ) за Кливленд браунсе.

## Ране године
Винович је играо лајнбекера и квотербека у средњој школи „Томас Џеферсон”, у Пенсилванији. Он је такође играо и сејфтија и враћача лопти у специјалним тимовима. У то време је добио понуде многих универзитета као што су Аризона, Арканзас, Флорида стејт... али он је изабрао Мичиген. Иако је велики навијач Охајо стејта (који су му такође понудили да наступа за њих), он је Мичиген одабрао због везе с главним тренером Брејдијем Хоуком.

## Колеџ

### Сезоне 2014/6
Винович је започео своју каријеру у Мичигену као бруцош лајнбекер, али се пребацио у следећој години на позицију тајт енда. У трећој години, када је дошао нови тренер Џим Харбо, поново се вратио у одбрану, овога пута у дефанзивну линију. Носио је број 59 као лајнбекер и 44 као тајт енд (уз ту позицију паралелно је вежбао и као фулбек). У првој сезони није одиграо нити једну утакмицу за Мичиген вулверинсе. Следеће године је играо у је шест утакмица, а 2016. сезоне наступао је у 13 с два старта као дефанзивни енд.

### Сезона 2017
У пролеће и лето 2017. године, Винович је похађао часове балета како би побољшао своју способност пребацивања тежине и координације тела што му је требало за одбрамбене задатке. Такође је изучавао џијуџицу током лета да би побољшао спретност. Дана 23. септембра 2017. године, он је имао четири обарања за губитак јарди, укључујући три сека против Пардјуа. Тиме је заслушио звање најбољега играча седмице у Лиги Биг тен и признање за Националног одбрамбенг играча седмице „Волтер Камп”. Током те сезоне, Винович је поставио рекорд каријере у обарањима (74). Он је имао 17 обарања за губитак јарди и био је први по том параметру у својој екипу и био је изједначен на 11. месту на вечној листи тог колеџа и био је изједначен на првом месту у читавој лиги по броју секова (8,0). Винович је 2017. године изабран за први тим Биг тена од стране новинара, а од стране тренера је изабран за други тим. Почетком 2018. године објављено је да ће он играти и пету сезону за Мичиген.

### Сезона 2018
Првог дана октобра 2018. године, Винович је зарадио друго признање за најбољег одбрамбеног играча седмице у Биг тену после осам соло обарања и секом који су помогли Мичигену да преокрену дефицит од 17 поена против Нортвестерна. Током те сезоне, он је забележио 62 обарања, што га је ставило на треће место у тиму, односно прво од свих одбрамбених линијаша. Имао је и 14 и по обарања за губитак јарди у чему је предводио цео тим. Те године је изабран за прву поставу Биг тена и од стране тренера и од стране медија. Виновић је уврштен и у другу поставу целе колеџ лиге. Новинска агенција Асошијејтед прес га је уврстила у трећи тим.

### Статистика на колеџу
| Године   | Тим      | Г. | Tackles | Tackles | Tackles | Tackles | Tackles | Def Int | Def Int | Def Int | Def Int | Def Int | Fumbles | Fumbles | Fumbles | Fumbles |
| Године   | Тим      | Г. | Соло    | Аст     | Тот     | Губитак | Сцк     | Инт     | Идс     | Прос    | ТД      | ПД      | ФР      | Идс     | ТД      | ФФ      |
| -------- | -------- | -- | ------- | ------- | ------- | ------- | ------- | ------- | ------- | ------- | ------- | ------- | ------- | ------- | ------- | ------- |
| 2015     | Mичиген  | 2  | 2       | 0       | 2       | 0.0     | 0.0     | 0       | 0       | 0       | 0       | 0       | 0       | 0       | 0       | 0       |
| 2016     | Mичиген  | 13 | 15      | 17      | 32      | 8.5     | 5.0     | 0       | 0       | 0       | 0       | 0       | 0       | 0       | 0       | 1       |
| 2017     | Mичиген  | 13 | 36      | 37      | 73      | 19.0    | 8.5     | 0       | 0       | 0       | 0       | 0       | 2       | 0       | 0       | 2       |
| 2018     | Mичиген  | 13 | 33      | 26      | 59      | 15.5    | 5.0     | 0       | 0       | 0       | 0       | 1       | 1       | 0       | 0       | 0       |
| Каријера | Каријера | 41 | 86      | 80      | 166     | 43.0    | 18.5    | 0       | 0       | 0       | 0       | 1       | 3       | 0       | 0       | 3       |

## Професионална каријера
| [ претварање: невалидан број ] | 116 kg (256 lb) | [ претварање: невалидан број ] | 25 cm (10 in) | 4.59 | 1.57 |  | 4.11 | 6.94 | 770 cm (305 in) | 2,95 m (9 ft 8 in) | 18 п. |
| All values from NFL Draft      |                 |                                |               |      |      |  |      |      |                 |                    |       |

Виновича је изабран као 77. пик од стране Њу Ингланд патриотса у трећој рунди драфта 2019. године. У јуну те године је потписао четворогодишњи уговор вредан 3,83 милиона долара уз бонус за потписивање који је приближно милион долара.

### Сезона 2019.
У другој недељи, у победи 43 : 0 против Мајами долфинса, Винович је забележио један и по сек. То му је донело наслов новајлија седмице. У петој седмици, у победи 33 : 7 против Редскинса, он је једном сековао Колта Макоја. Одмах следеће седмице против Њујорк Џајантса је покупио блокирано испуцавање из руке те га је вратио за тачдаун, његов први у каријери.

### Сезона 2020.
У трећој недељи 2020. сезоне, Винович је исфорсирао фамбл Дереку Кару којег је покупио његов саиграч Лоренс Гај.

### НФЛ статистика
| Године   | Тим           | Игре | Игре | Tackles | Tackles | Tackles | Tackles | Пресретања | Пресретања | Пресретања | Пресретања | Пресретања | Fumbles | Fumbles | Fumbles |
| Године   | Тим           | Г.   | ГС   | Соло    | Аст     | Тот     | Сцк     | Инт        | Идс        | Лнг        | ТД         | ПД         | ФФ      | ФР      | ТД      |
| -------- | ------------- | ---- | ---- | ------- | ------- | ------- | ------- | ---------- | ---------- | ---------- | ---------- | ---------- | ------- | ------- | ------- |
| 2019     | Нова Енглеска | 16   | 0    | 17      | 9       | 26      | 5.5     | 0          | 0          | 0          | 0          | 0          | 0       | 1       | 1       |
| Каријера | Каријера      | 16   | 0    | 17      | 9       | 26      | 5.5     | 0          | 0          | 0          | 0          | 0          | 0       | 1       | 1       |

## Порекло
Винович је по очевој линији пореклом из Србије од оца Питера и мајке Нине. Питерови отац и мајка су дошли из Србије и променили презиме у Винович од Вујиновић. Поред српске, има словачке, ирске и енглеске крви. Велики је навијач српске мушке репрезентације у фудбалу због које „није спавао” током Светскога првенства у фудбалу 2018. године.

## Филантропија
Винович сарађује са Тамијем Каром (Каров син Чад, унук бившег главног тренера Мичигена Лојда Кара, умро је од ДИПГ-а у петој години живота 2015. године) и Фондацијом „Чад Таф” на подизању свести о улагању за истраживање дифузнога гилома можданога стабла (ДИПГ), малигног тумора можданог стабла.
Крајем 2017. године, Винович и неколико његових саиграча и тренера офарбали су косу у наранџасто за Аутбек Боул како би прикупили преко 200 хиљада долара за горепоменуту фондацију. Он је такође учествовао у хуманитраном шоу Играјте с звездама Мичигена у којем је прикупио преко 143 хиљаде долара.